# 山口高志
山口 高志（やまぐち たかし、1950年5月15日 - ）は、兵庫県神戸市長田区出身の元プロ野球選手（投手）、野球指導者。
日本球界屈指の速球投手として、関西大学や阪急ブレーブスでの在籍中にチームの優勝へ貢献した。

## 経歴

### 高校時代まで
神戸市長田区宮川町に生まれる。出生時の体重は3500 gと大柄であった。両親はともに鹿児島県の出身で、父親は川崎車輌（現・川崎車両）に就職していた。山口は第二子で2男1女の次男であった。高志という名前は「常に理想を高く掲げ、実現できる男の子に」という両親の思いから付けられた。3歳年上の兄と幼少時からキャッチボールでよく遊んでいたという。神戸市立長田小学校に進学。小学校時代は勉学は苦手ながら体育は優秀で、その頃より肩は強く、また運動会のリレーでアンカーを務めて抜きん出た速さを示すなど脚力にも優れていた。
小学校5年生の時、学校の野球チームに加入。試合では投手か外野手で起用された。
神戸市立高取台中学校では野球部に所属し、上級生との人間関係に悩みながらも、3年生時には投手で3番打者を務めた。
野球を念頭に地元にある高等学校から進学先を選ぶことになり、滝川高校を検討したが、両親が兄妹3人の教育費を負担する状況を考えて公立に志望を変更し、1966年4月に神戸市立神港高等学校商業科に進学する。
高校入学当初、体の発達に内臓が追いついておらず、異常を訴えて診察を受けた結果、医師からは運動を控えるよう命じられる。これが面白くなかった山口は、約一週間の不登校（須磨海岸や自宅近くの高取山に行って帰宅していた）を経験。学校に復帰しても練習は欠席する日が続いたが、約2か月後に異常もなくなり復帰した。この間、野球部の監督は体調不良となっていた高瀬二郎から元関西大学野球部監督の高木太三朗に交代していた。高木はその年秋以降、部員に対して下半身の強化のために走り込みをさせた。加えて、主戦投手の一人となった山口に対しては上から投げ下ろすフォームと直球勝負を指導した。当時山口は投手のほか、センターも務めていた。
2年時（1967年）には春の兵庫県大会で育英高校と東洋大姫路高校を相手に2試合連続ノーヒットノーランを記録した（大会自体は準決勝敗退）。夏の県予選は春の大会に続いて三田学園（1学年下の山本功児が所属）の前に敗退した。
投手専任となった3年時（1968年）には春夏連続で甲子園出場。春の選抜では、1回戦で別府鶴見丘に圧勝。2回戦で尾道商の井上幸信と投げ合うが、延長10回の投手戦の末0-2で惜敗。夏の選手権では2回戦（初戦）で秋田市立高に敗退した。山口は1968年度の日本学生野球協会表彰（各都道府県より1名）と、兵庫県高等学校野球連盟優秀選手の表彰を受けた。
卒業後は進学を希望し、山口自身は東京六大学野球連盟の早稲田大学に憧れがあった。全国的には無名だった山口に早稲田から動きはなく、一方で法政大学がOBである市神港前監督の高瀬を通じて勧誘に動いた。しかし、身長の低い山口は六大学では難しいという周囲の反対に加え、実兄が進学していたことや自宅通学が可能なことから、関西大学に進路を決める。市神港監督の高木と関西大学野球部監督の達摩省一の間で希望が一致したという事情もあった。1969年、山口は推薦で関西大学社会学部社会学科に入学した。

### 関西大学時代
野球部では村山実（1956年の第5回全日本大学野球選手権大会で優勝）も付けていた背番号11を与えられる。1年生時（1969年）は関西六大学野球リーグで春と秋のリーグ戦の合計9試合に登板、3勝2敗、防御率0.97の成績であった。4年生エース久保田美郎を支え、同年の春秋季連続リーグ優勝に貢献する。第18回全日本大学野球選手権大会では準決勝で日本大学に0-3で敗退した。1年生のオフから、野球部では陸上部OBのコーチによる徹底した走り込みやウエイトトレーニングがおこなわれ、基礎体力の底上げが図られた。2年生のシーズン（1970年）、関西大学は春のリーグ戦に優勝、球威を向上させた山口は3連勝を含む6勝3敗であった。この優勝により、関西大学は第19回全日本大学野球選手権大会に出場する。6月24日の準決勝では、「プロ予備軍」とも呼ばれた法政大学（長崎慶一・山本功児らが所属）と対戦、今も選手権記録として残る延長20回の熱戦となる。法政大学は横山晴久と池田信夫の両投手が継投、対する関西大学は山口が一人で投げ抜き、最後は杉政忠雄の本塁打で3x-2とサヨナラ勝ちした。しかし山口は2回戦までの2試合にも完投していた上、決勝は日程の都合で準決勝終了30分後の開始であったことから、登板を回避した。疲労の残る関西大学は、エース榎本直樹を擁する中京大学に敗れて準優勝であった。
2年生の秋季リーグは7勝を挙げたものの、肩の痛みを発して以後の試合には登板できなかった。それでも関西大学は春秋連続優勝を飾り、山口は年間で13勝5敗の成績だった。11月の第1回明治神宮野球大会では、準決勝で優勝した東海大学に0-1で敗退した。そのオフに山口は監督の達摩の紹介で先輩の村山実に初めて面会し、肩痛の相談をしたという。
3年生（1971年）のシーズン前に肩痛は治ったが、春季リーグ戦は4勝3敗と不調で、エース増岡義教を擁する同志社大学に圧倒され優勝を逃した。秋季リーグ戦では復調し、5試合連続完封勝利（うち同志社大学戦はノーヒット・ノーラン）を含む8勝0敗を挙げて優勝に貢献した。この間、68イニング連続無失点のリーグ記録も樹立している。第2回明治神宮野球大会では、準決勝で優勝した日本大学に0-1で敗退した。
1972年の4年生時は、春季リーグに9勝0敗でチームは2季連続優勝を達成。6月の第21回全日本大学野球選手権大会では2回戦の広島商科大学戦（8-3）のリリーフ登板を除く1回戦の福岡大学戦（2-1）を含む3試合すべてに完投、うち準決勝の中京大学戦（4-0）と決勝の慶應義塾大学戦（1x-0でサヨナラ勝ち）の2試合で完封勝利し、村山実を擁した1956年以来16年ぶりの優勝をもたらした。この快投により、山口には「村山二世」の呼び名が付けられる。7月の第1回日米大学野球選手権大会に選ばれ、フレッド・リン、ウォーレン・クロマティ、後にテキサス・レンジャーズから全米1位で指名されたロイ・スモーリー (英語版)らを擁するアメリカ代表チームに対し日本チーム4勝のうち3勝（初戦はクロマティを5打数無安打に抑え、13奪三振で完投勝利。第7戦は1安打完封勝利）を挙げ、最高殊勲選手賞（大会MVP）を受賞。秋季リーグ戦は4試合目の大阪商業大学戦にサヨナラ負けを喫し、3年生の春以来継続していた連勝記録が21でストップした。しかし敗戦はこの1つだけで9勝1敗（防御率0.98）の成績を残し、チームは3季連続優勝を遂げた。リーグ戦の4年間通算成績は65試合に登板して46勝11敗、497奪三振であった。このほか、既出のものも含めて以下のリーグ記録を残した。
- 通算最多勝利：46勝
- 年間個人最多勝利：18勝（1972年）
- 個人連続リーグ戦勝利：21勝
- 通算最多完封勝利：19勝
- 連続完封勝利：6勝
- 1季個人最多奪三振：100個（1971年秋）
- 連続イニング無失点：68
- ノーヒット・ノーラン（1971年10月28日、対同志社大学3回戦）

第3回明治神宮野球大会でも4試合すべてに登板、決勝の法政大学戦、準決勝の早稲田大学戦を含む3試合で完封勝利（うち2回戦の慶應大学戦はノーヒット・ノーラン ）を挙げ、2年生時から2年連続して準決勝で敗退していた同大会で優勝を達成した。
大学同期には、打線の中心となった遊撃手の山口円、外野手の長沢和雄がいた。

### 松下電器時代
大学で数々の記録と実績を残した山口に対し、プロ野球スカウトの評価は高かった。しかし、神宮大会前の10月29日にプロ入り拒否を宣言。理由はプロでやれる自信がなかったこと、自身の身長の低さへの不安、大学3年から4年に挙げた好成績による達成感からであった。これを機に社会人野球チームを持つ企業約20社が獲得を希望。山口はその中から松下電器産業と日本生命保険に候補を絞った末、神宮大会後に「大学OBのしがらみが少ないこと、大きな企業であること」を理由に松下電器への入社を決断し、11月21日に一人だけの入社試験を受ける。しかし、同じ日に開かれた同年のドラフト会議ではヤクルトアトムズが4位で強行指名する。ヤクルトはオーナーの松園尚巳が自ら挨拶に訪れたり、契約金・年俸として金額が空欄の小切手を提示するといった手段まで用いたが、家族や大学も含めた山口側の意思は固く、最終的に手を引いた。
1973年4月に松下電器に入社し、同社野球部に入部した。2年連続で都市対抗野球に出場。1973年の第44回大会では、日産自動車との1回戦に先発するが倍賞明に3点本塁打を喫し、日米野球の同僚であった藤田康夫に抑えられ完封負け。1974年（この年の途中から、野球部監督は市神港時代の監督だった高木となる）の第45回大会では地区予選で敗退したものの、新日鐵堺の補強選手となる。1回戦で因縁の日産自動車に完封勝利。準決勝で大昭和製紙北海道の千藤和久（北海道拓殖銀行から補強）、柳俊之（電電北海道から補強）と投げ合い延長11回にサヨナラ負けするまで、33イニング無失点、39奪三振を記録して同大会の小野賞を獲得した。直後に来日したキューバ代表と社会人野球選抜の交流試合にも登板、11月の社会人野球選抜キューバ遠征にも参加した。しかし、会社員なのに実質的には「野球で評価を受ける」という生活を続けるうちに、「このままでは仕事も野球も中途半端になる」という思いから、トップの世界で野球をやりたいという考えがすでに1年目の秋には生じていた。2年目のシーズン後にプロ入りを表明した。
11月19日に開かれた1974年のドラフト会議で、阪急ブレーブスから1位指名を受ける。当時は指名順序を予備抽選のくじ引きで決めてその順番に指名するシステムで、順序は近鉄バファローズがトップ、阪急は2番目だったが、近鉄は指名を回避した。山口自身はこのときアマチュア日本代表によるキューバへの遠征中で、指名を知ったのはキューバを離れてメキシコに入った12月2日だった。山口は帰国後「（阪急には）いい感じを持っている」とコメント、すんなり入団を決意した。阪急はプロ選手としての契約のほかに、60歳までの雇用契約を提示する異例の待遇をおこなった。背番号は前年まで阪急に在籍していた市神港の先輩宮本幸信がつけていた「14」となった。12月27日の入団会見の席で、監督の上田利治は、山口を翌年3月16日のオープン戦で先発起用することを予告した。

### 阪急時代
1975年の開幕前、山口はオープン戦5試合に登板、「予告先発」の試合では勝ち星を挙げ、防御率は3.66であった。だが、公式戦では初登板は敗戦、2試合目も失点を広げた（いずれも交代完了）。2試合目で本塁打を奪った太平洋クラブライオンズの4番・土井正博は阪急の福本豊に「山口のストレートは打ちにくい。なぜ力があるのに変化球を投げるのか」とコメントする。山口はプロでは変化球が必要とカーブも投じていたが、この言葉を知って直球を中心とした投球に切り替えた。初先発となった3戦目（対南海ホークス戦）では、9割近くを直球で投げ、1失点完投勝利を挙げる。山口は「全投球の8割以上がストレート。当時はサインも複雑だったけど、そんなの関係なかった。野村克也さんに『オマエ、データなんて見たことないやろ。ええな』と言われたこともあった」と振り返っている。前期（当時のパシフィック・リーグは2シーズン制）を7勝5敗の成績で、前期優勝の胴上げ投手にもなった（試合は引き分け）。この間、5月30日の対近鉄戦では、山口の前に凡退した羽田耕一に対して、指示を守らなかったと誤解した近鉄監督の西本幸雄がベンチで殴打するハプニングも起きた（この試合の山口は敗戦）。後期は夏場に調子を落とし、最終的には年間で32試合に登板（先発22・完投18、完封は高卒七年目24歳で開幕迎えた太平洋クラブ東尾修と並ぶ最多タイ4）、12勝13敗1セーブ、防御率は2.93の成績だった。プロ入り時の目標だった15勝には届かず、敗戦が勝利より一つ多かったものの、新人王に選出された。夏場の不調時には「打たれだすとますます直球を投げるのが怖くなる」と再び変化球を多投したが、最終的に改めて自分の武器が直球であることを再認識したと、オフにスポーツ紙に寄稿した手記で述べている。
後期優勝の近鉄とのプレーオフでは2勝、再び胴上げ投手となる。さらに同年の日本シリーズでは6試合中5試合に登板、1勝2セーブでここでも胴上げ投手となり、日本シリーズMVPを獲得した。
1976年は前年より抑えでの起用が増えた。主戦投手だった山田久志は、山口を見て「もう自分の速さでは通用しない」とシンカーを習得するとともに、山口が抑えに入って先発に固定されたことで復調したと述べている。山田は前年、山口が注目される中で引退も考え、残留が決まって見返したいという思いの中でシンカーを覚えたとも話している。先発・抑えを問わずに起用された山口を足立光宏は「使われすぎ。かわいそうやった」と後年評した。山口自身は引退後に上田の起用法について「僕らピッチャーは行けと言われれば、意気に感じていくらでも投げました。ただ、投手側から見ると、上田さんの起用法では使われる者が長持ちしないでしょうね」と述べている。読売ジャイアンツ（巨人）との対戦となった日本シリーズでは5試合に登板して1勝1敗1セーブ。日本一に王手をかけていた第4戦では同点の9回表2死から柴田勲に決勝本塁打を浴び、先発した第6戦では7-0のリードから5失点して逆転負けのきっかけを作るなど苦い経験もしたが、第7戦で足立が巨人打線を抑えて優勝、山口は「足立さんに救ってもらった」と語っている。
1977年は登板42試合中先発13と、さらに抑えの比率が増えた。この年はシーズン終盤から調子を落とし、2年連続で巨人と対戦した日本シリーズでは第3戦のリリーフ（延長12回に河埜和正にサヨナラ本塁打を浴びて敗戦）が唯一の登板だった。
1978年、開幕直後から山口はほぼリリーフ専任となる。今井雄太郎や佐藤義則ら、先発投手が増えたことが背景にあった。13勝4敗14セーブの成績で、最優秀救援投手のタイトルを獲得する。日本シリーズ前の10月上旬、有馬温泉の祝勝会で開かれたゴルフコンペの際に、ティーグラウンドに下りようとして目測を誤り右足を強く踏み込んで腰を痛める。シリーズに向けた打撃練習で症状が悪化、2戦目までベンチに入った（故障を隠すためブルペンでキャッチボールもした）ものの、3戦目以降は登録を抹消された。山口不在の阪急はヤクルトに敗退、大橋穣や上田利治は「（故障せずに）山口がいれば勝てた」と話している。
故障した腰には様々な治療法を試み、痛みは引いたものの投球の際の感触は元には戻らなかった。
1979年のシーズン中には二度の2軍落ちを経験。近鉄とのプレーオフ第2戦では5回からリリーフ登板したが、中軸打者ではない平野光泰・有田修三に本塁打を奪われて降板、球威の衰えを印象づけた。
1980年5月28日のロッテオリオンズ戦（川崎球場）では、張本勲に通算3000本安打となる本塁打を浴びる。山口はシュートでフライに打ち取るつもりだったが曲がりきらず、直球を待っていた張本に狙い打たれた。福本豊は「オレが守ってるときにタカシが完璧にやられた」唯一のケースと述べている。この後、左アキレス腱を痛め、この年も1軍と2軍を往復した。
1981年は4月下旬に2軍に落ちるとシーズン終了まで1軍に復帰できず、登板3試合（9回）で防御率は11.0という成績に終わる。オフに監督の上田から「移籍か引退」を勧告されるが、「もう少し続けたい」と阪急にとどまった。
1982年も成績は回復せず、9月3日の西武ライオンズ戦の9回に登板して7失点を喫したことで引退を決意した。10月22日に正式に現役引退を表明した。

### 現役引退後
阪急球団からの要請で、1988年まで二軍の投手コーチを担当。球団経営権が阪急電鉄からオリックスに譲渡され、球団名が「オリックス・ブレーブス」になった1989年からは一軍の投手コーチを務めた。土井正三が監督に就任し、球団名が「オリックス・ブルーウェーブ」になった1991年からは、一軍の投手コーチを2人で担当する体制に移行したため、山口はサブの担当になった。1995年には、山田久志とともに野村貴仁、鈴木平、平井正史などによる継投体制の構築へ尽力。1995年からのパ・リーグ2連覇や、1996年の日本シリーズ巨人を倒して、オリックス初の日本一になった。山田が1996年限りでオリックスを退団したことに伴って、1997年からの2年間は、山田からメインコーチの座を引き継いでいた（サブコーチは神部年男）。
1999年から2002年までは、オリックスの関西地区担当スカウトに転身。松下電器の後輩投手である大久保勝信などの獲得に尽力した。
2002年のシーズン終了後に阪神タイガース一軍監督（当時）の星野仙一からコーチへの就任を要請されたことを機に、2003年に二軍投手コーチとして阪神へ移籍 。阪急へ入団する際に提示された「60歳までの雇用契約」がオリックス球団にも引き継がれていたため、阪神球団にその旨を伝えると、「60歳までは面倒を見る」という回答を得たという。同年には、右肩手術からのリハビリ中だった福原忍に対して、右肩に負担の掛かりにくい投球フォームを指導した末に復帰へ導いた。2004年には、当時二軍で燻っていた藤川球児に対して、右膝を折って沈み込みながら投球する悪癖を指摘。投球の際に右膝を伸ばすとともに、肩や腕の自然な動きで投げるフォームへの改造を指導した。その結果、リリースポイントが指導前より高くなったことで、ストレートの伸びや角度が格段に向上。球界を代表するリリーフ投手への道を開いた。
2005年から阪神球団本部編成部の投手担当スカウトへ転出。同年には、1型糖尿病の影響で公式戦への登板実績が乏しかった大学の後輩・岩田稔を、希望枠制度での入団に導いた。
2009年から阪神の一軍投手コーチに復帰。ブルペン担当のコーチとして、7シーズンにわたって救援投手陣の整備に尽力した。しかし、2015年に救援投手の通算防御率がリーグ最下位の4.14と低迷したため、シーズン終了後の10月15日に球団からコーチ契約を更新しないことを通告。この通告を機に、阪神を退団した。
阪神退団の直後には、高校・大学野球の選手の指導に必要な学生野球資格の回復に向けて、学生野球資格回復研修を受講。2016年には、2月2日付で、日本学生野球協会から学生野球資格回復の適性認定を受けた。「アマチュアの選手にも気軽に指導できる資格が欲しかった」とのことで、この認定を機に、アドバイザリースタッフとして関西大学硬式野球部へ復帰した。同部は2019年の第50回明治神宮野球大会で、自身の選手時代から47年ぶりに初戦を突破した。アドバイザリースタッフへの就任直後から指導してきた4年生主体のチームで、自身の選手時代と同じく決勝にまで勝ち残った。高校の後輩金丸夢斗に関西大学進学を進めた。高校ではなかなか芽が出なかった金丸は大学入学後に本格的に山口の指導を仰ぐとプレースタイルに変化が表れ、金丸は「山口さんからのアドバイスで『1回やってみないか』と。もともと、ノーワインドアップでしたが、（振りかぶる）ワインドアップに変えました。そこから球の勢いも良くなりましたし、結果にもつながりました」と述べている。その一方で、2017年4月には、『スポーツニッポン』の連載企画「我が道」を担当している。
2022年6月6日に東京ドームで開催された全日本大学野球選手権大会の試合で始球式をおこなったが、投球はワンバウンドしてしまい、「棺おけに入るまで（捕手に）届かなかったことを後悔します」と無念を語る一方で、「この年齢になってドームのマウンドに上がれたことはありがたい。いい経験をさせてもらいました」とも述べた。

## 選手としての特徴
直球はプロ野球史に残るほどの豪速球だった。速球を武器に阪急ブレーブスの黄金時代を支えた。
特筆されるのは、速球形の投手には長身の選手が多い中、投手のみならずプロ野球選手としても小柄な169cmの身長で、日本プロ野球史上に数えられる速さのボールを投げることができた点である。鎮勝也は2014年に刊行した評伝で「169センチとプロ最小の区分けに属しながら、史上最速、最も球威があると言われたストレートで打者のバットを空振りさせた」と記している。低い身長から高い球速を生み出したのは、腕を真上に伸ばして円を描くように振り下ろす「アーム投げ」に、上半身を折り曲げる動きを加えた独特のフォームだった。その姿は「投げ終わった後、右手の中指と人差し指をマウンドに突き指している」という風説も生んだ（山口自身は否定）。このフォームは体幹も含めた強靱な筋力を必要とし、実際に風呂で山口の体を見た山田久志は「逆三角形の体型。（中略）ピッチャーの体とは違う」と証言している。投球動作から来る衝撃は腰にかかる形となり、やがて故障をもたらした。また、リリースポイントでは手首を後ろに折り曲げて球威を増やしており、大学のチームメイトだった長沢和雄は「普通の投手には真似できません」と述べている。
元投手で指導者となった堀井恒雄は、「アーム投げ」ではストライクを取れるリリースポイントがほぼ一点に限られるため、代償としてコントロールは悪くなると指摘し、実際に山口は三振に対する四球の比率が1/2を超えていた。
カーブも投じたが、大学とプロで対戦経験のある山下大輔は投球内容を「ほぼストレート（直球）」と証言している。伊原春樹は、直球で追い込まれた後に「視界から消える」縦のカーブで打ち取られて全く手が出なかったと述べている。
腰を痛めてからは新たな変化球も習得したものの、直球に代わる武器とするには至らなかった。山口は、「新しい変化球は試合で使えるようになるのに3年かかる。今の球が通用しなくなってから研究しても遅い」と早い時期から変化球の習得に取り組んだ山田久志と自らを比較して、「そこが山田さんと僕の違うところだった」と述懐している。しかし、自身の現役人生については「僕は80パーセントでは投げられない。だから下位打線だろうが常に全力投球。こんな小さい体でそんなこと続けたんだから、4年でつぶれても当たり前。後悔は全くない」「自分のフォームは変化球ピッチャーのそれじゃあない。必要な腕のしなり、ヒジや手首の柔らかさを持っとらん。背筋力、馬力で投げるパワーピッチャーやった」と語っている。
福本豊は山口の3年目の時点で、フォームが将来故障を招くことを忠告したが、山口は「自分は太く短くでいい」と返答したという。また、入団時の担当スカウトは「肩の酷使のため、実働は4、5年だが、必ず勝てる」という見方を球団営業部長の矢形勝洋に対して述べていた。

### 球速に関する記録・証言
日本のプロ野球では山口のプロ入り翌年からスピードガンが導入された。山口の場合、1977年4月8日の対日本ハムファイターズ戦で計測された153km/hという数値がある。高校からプロまですべてのステージで山口の投球に接した山本功児は松下電器の頃が「自分が見た中では一番速かった」と述べ、高校・大学で山口と同期だった元スポーツニッポン記者の近藤健は「スピードは僕の目から見て、大学三、四年の頃が最高やった」と証言している。日米大学野球選手権で対戦したフレッド・リンはメジャー入り後「ヤマグチほどのスピードボールを投げる投手はメジャーにもそういない」と語っている。鎮勝也は「直球のMAXは160キロを超えた、と証言する関係者は多い」と記している。
プロ入り後については以下のような証言がある。
- 山口がルーキーの時、キャンプで投球練習の相手をした捕手河村健一郎は、「球を捕るのを初めて怖いと思った」と語った[28]。
- 山本浩二（1975年の日本シリーズで対戦）は「高志の球が一番速かった」と言い[110]、「初速と終速の差があまりない投手」と指摘している。
- 二度の日本シリーズで対戦した巨人の高田繁は「自分が対戦した中でピッチャーとして最高だったのは江夏だった。ストレートが一番だったのは尾崎さん。高めのストレートに限って言えば山口だったよ」と評し[111]、末次利光は「私がプロで対戦した中では一番速い。村山さんや江夏さんもいたけれど、最速だったね」と述べている[66]。
- 野村克也は自らの著書の中で、「自分の見た投手の中で一番速かったのは山口だと思っている」[112]、「まったく手に負えない球だった」と語っている[要文献特定詳細情報]。

### その他
ドラゴンズHOTスタジオ（名古屋のローカル番組）で、山口と同時期の速球投手だった鈴木孝政が「山口は速球投手として有名だが、意外にも肩が弱く、遠投でも90メートルそこそこしか投げられなかった」と発言したことがあるが、遠投能力が低くても「肩が弱い」とは限らない。「遠投能力と投手としての球速が単純に比例しない」理由として、各々の投球動作・技術が違うことやゴルフにおけるボール初速と打ち出し角度およびバックスピン量の関係などが挙げられる。また、上田利治は「山口の肩は強い」と証言し、山田久志は山口の遠投能力について「なかなかボールが落ちてこない。地肩が強い証拠」と述べている。

## 人物
大学時代以来、酒が好物で、酒豪と言える量を飲んでいた。福本豊は「オレが次の日に気分が悪くて、ゲーゲーしてても、あいつはケロッとしとった」と述べている。山口は父親譲りの「酒に強い体質」（アルコール分解能力の高い肝臓）の持ち主で、この点から鎮勝也は、「酒量の多さが選手寿命の短さにつながった」という見方に否定的な結論を下している。
ゴルフを始めたのは阪急への入団2年目からで、「それまで趣味らしい趣味がなかった」とのことから、始めた最初のオフシーズンは3分の2をゴルフに費やしたという。
1975年の日本シリーズMVPで自動車を獲得したのを機に、今井雄太郎とともに教習所に通ったが、数日でやめてしまい、2014年時点に至るまで運転免許は所持していない。

## 家族
妻は高校時代のクラスメイトで、プロ入りを控えた1974年11月に結婚した。2女をもうけたが、このうち次女は1989年に生後10か月で多臓器不全により夭逝している。

## 詳細情報

### 年度別投手成績
| 年 度     | 球 団     | 登 板 | 先 発 | 完 投 | 完 封 | 無 四 球 | 勝 利 | 敗 戦 | セ 丨 ブ | ホ 丨 ル ド | 勝 率 | 打 者 | 投 球 回 | 被 安 打 | 被 本 塁 打 | 与 四 球 | 敬 遠 | 与 死 球 | 奪 三 振 | 暴 投 | ボ 丨 ク | 失 点 | 自 責 点 | 防 御 率 | W H I P |
| --------- | --------- | ----- | ----- | ----- | ----- | -------- | ----- | ----- | -------- | ----------- | ----- | ----- | -------- | -------- | ----------- | -------- | ----- | -------- | -------- | ----- | -------- | ----- | -------- | -------- | ------- |
| 1975      | 阪急      | 32    | 22    | 18    | 4     | 1        | 12    | 13    | 1        | --          | .480  | 840   | 203.0    | 169      | 14          | 75       | 1     | 3        | 149      | 3     | 0        | 79    | 66       | 2.93     | 1.20    |
| 1976      | 阪急      | 35    | 19    | 15    | 2     | 0        | 12    | 10    | 9        | --          | .545  | 821   | 197.2    | 156      | 18          | 91       | 0     | 6        | 152      | 4     | 0        | 68    | 62       | 2.82     | 1.25    |
| 1977      | 阪急      | 42    | 13    | 10    | 2     | 0        | 10    | 12    | 11       | --          | .455  | 745   | 179.2    | 141      | 16          | 85       | 0     | 5        | 151      | 4     | 1        | 64    | 61       | 3.06     | 1.26    |
| 1978      | 阪急      | 42    | 2     | 1     | 0     | 0        | 13    | 4     | 14       | --          | .765  | 519   | 122.2    | 90       | 11          | 60       | 1     | 7        | 95       | 6     | 0        | 43    | 38       | 2.79     | 1.22    |
| 1979      | 阪急      | 16    | 0     | 0     | 0     | 0        | 1     | 0     | 6        | --          | 1.000 | 136   | 32.0     | 19       | 4           | 23       | 2     | 3        | 26       | 0     | 0        | 7     | 7        | 1.97     | 1.31    |
| 1980      | 阪急      | 17    | 1     | 0     | 0     | 0        | 1     | 3     | 3        | --          | .250  | 136   | 28.0     | 27       | 5           | 31       | 1     | 0        | 12       | 1     | 0        | 16    | 16       | 5.14     | 2.07    |
| 1981      | 阪急      | 3     | 0     | 0     | 0     | 0        | 0     | 0     | 0        | --          | ----  | 42    | 9.0      | 13       | 2           | 3        | 0     | 2        | 4        | 1     | 0        | 11    | 11       | 11.00    | 1.78    |
| 1982      | 阪急      | 8     | 1     | 0     | 0     | 0        | 1     | 1     | 0        | --          | .500  | 85    | 15.0     | 24       | 2           | 15       | 0     | 0        | 11       | 0     | 0        | 20    | 17       | 10.20    | 2.60    |
| 通算：8年 | 通算：8年 | 195   | 58    | 44    | 8     | 1        | 50    | 43    | 44       | --          | .538  | 3324  | 787.0    | 639      | 72          | 383      | 5     | 26       | 600      | 19    | 1        | 308   | 278      | 3.18     | 1.30    |

- 各年度の太字はリーグ最高

### タイトル
- 最優秀救援投手：1回 （1978年）

### 表彰
- 新人王 （1975年）
- 日本シリーズMVP：1回 （1975年）
- パ・リーグプレーオフ優秀投手賞：1回 （1975年）

### 記録
初記録
- 初登板：1975年4月11日、対日本ハムハァイターズ前期1回戦（後楽園球場）
- オールスターゲーム出場：4回 （1975年 - 1978年）

### 背番号
- 14 （1975年 - 1982年）
- 74 （1983年 - 1998年）
- 84 （2003年 - 2004年）
- 85 （2009年 - 2015年）

## 関連情報

### ドラマ出演
- 愛のファインダー（関西テレビ放送・阪急ドラマシリーズ、1976年2月5日放映） - 本人役[120][注 21]

### ディスコグラフィ
- ああ王者（1976年、東宝レコード） - 加藤秀司、山田久志、大熊忠義と合唱。 ※1999年バップから発売のアルバムCD『野球小僧 懐かしの野球ソングコレクション』にも第10トラックに収録。